# Rhododendron vaniotii
Rhododendron vaniotii är en ljungväxtart som beskrevs av H. Léveillé. Rhododendron vaniotii ingår i släktet rododendron, och familjen ljungväxter. Inga underarter finns listade i Catalogue of Life.